# Arhopala davisoni
Arhopala davisoni är en fjärilsart som beskrevs av De Nicéville 1890. Arhopala davisoni ingår i släktet Arhopala och familjen juvelvingar. Inga underarter finns listade i Catalogue of Life.